# フランシスコ・レオン・デ・ラ・バーラ
フランシスコ・レオン・デ・ラ・バーラ（スペイン語: Francisco León de la Barra, 1863年6月16日 - 1939年9月23日）は、メキシコの政治家、外交官。1911年5月26日から11月6日まで臨時大統領を務めた。

## 経歴
メキシコ中央部のケレタロ州で生まれた。国立大学で法律の学位を得、1891年には連邦議員として政界入りした。1896年にはいくつかの南アメリカの国家の使節としてベルギー、オランダおよびアメリカ合衆国を訪問した。この期間に彼は国際法についての権威としての評判を得た。1911年、外務大臣に任命されたが、直後にポルフィリオ・ディアス大統領が辞職、大統領選挙の実施までレオン・デ・ラ・バーラは臨時大統領に就任した。
1911年11月6日、フランシスコ・マデロが大統領に選出され、レオン・デ・ラ・バーラは辞職した。1912年1月、メキシコ独立100周年記念式典の答礼使としてイタリアを訪問し、1913年2月には外務大臣を務めた。同年12月、特派大使として来日している。1914年、メヒコ州の知事に選ばれたが、ヨーロッパの国際法廷での仕事を続けるためにすぐに辞職した。彼はハーグの国際法廷の裁判長として、第一次世界大戦後に様々な国際会議に参加した。1939年、南フランスのビアリッツで死去した。